# Varg-Larsen
Varg-Larsen (originaltitel: The Sea-Wolf) är en äventyrsroman från 1904 av Jack London.

## Handling
Den handlar om Humphrey van Weyden som efter en förlisning med ett ångfartyg plockas upp av sälskonaren Ghost, som är på väg mot Japan. Han ber om att få bli satt iland i närmaste hamn, men kaptenen Varg-Larsen är på dåligt humör och behöver en större besättning. Därför får Hump, som han kommer att kallas, stanna på fartyget som skeppspojke. Miljön ombord är hård och rå, men ingen vågar sticka upp mot den grymme, omänskligt starka kaptenen som för befälet. 
Hump får prova på livet till havs och det blir en total omvändning mot hans stillsamma liv som författare och arvtagare. Allt eftersom lär han sig dock mer och mer och kommer även allt närmare Varg-Larsen, som även är mycket intelligent. De kan sitta i kajutan och diskutera livets mening och andra svåra filosofiska problem flera dagar i rad. Men det är inte alls så att Hump tycker om kaptenen, tvärt om. Det är det förresten ingen i besättningen som gör, men alla försök till myteri misslyckas på olika sätt. 
Han pratar om kaptenen som den mänskliga djävulen. Historien fortsätter i alla fall med att de närmar sig Asien och väldiga sälflockar. Jakten tar sin början, men flera av de jaktbåtar som givit sig iväg från skeppet återvänder aldrig utan slukas upp av den storm som tilltar. Det blir oordning ombord och Hump och en senare upplockad vän till honom bestämmer sig för att ta chansen att fly till Japan i en av jaktbåtarna. De ger sig iväg på natten och seglar i dagar, men deras öde tycks vara givet. Då dyker det plötsligt upp en ö. De lyckas snirkla in mellan klippväggarna i en vik där de slår läger. Att ön är öde är ett faktum, här vimlar av sälar. Skulle någon känna till den, skulle det även ha vimlat av säljägare. Plötsligt en morgon när de kliver ut ur hyddorna de byggt, gör de en nästan spöklik upptäckt. 
Ghost har strandat bara hundra meter från deras lägerplats. Det visar sig att hela besättningen övergivit skeppet utom kaptenen, som har drabbats av en hjärntumör eller liknande. Han har blivit blind av sin sjukdom och dör några dagar senare. Hump och hans vän, den kvinnliga författaren Maud, lyckas rusta upp sälskonaren och seglar ensamma mot Japan. De förälskar sig i varandra, och boken slutar med att de räddas av ett mötande fartyg.